# Chapelaine
Chapelaine es una comuna francesa situada en el departamento de Marne, en la región de Gran Este.

## Demografía
| 65 | 66 | 48 | 49 | 35 | 37 | 54 |
| Para los censos de 1962 a 1999 la población legal corresponde a la población sin duplicidades (Fuente: INSEE [Consultar]) |    |    |    |    |    |    |